# Danvers (Illinois)
Danvers é uma vila localizada no estado americano de Illinois, no Condado de McLean.

## Demografia
Segundo o censo americano de 2000, a sua população era de 1183 habitantes.
Em 2006, foi estimada uma população de 1137, um decréscimo de 46 (-3.9%).

## Geografia
De acordo com o United States Census Bureau tem uma área de
2,2 km², dos quais 2,2 km² cobertos por terra e 0,0 km² cobertos por água. Danvers localiza-se a aproximadamente 235 m acima do nível do mar.

## Localidades na vizinhança
O diagrama seguinte representa as localidades num raio de 16 km ao redor de Danvers.